# Арона (Санта Круз де Тенерифе)
Арона (шп. Arona) град је у Шпанији у аутономној заједници Канарска Острва у покрајини Санта Круз де Тенерифе. Према процени из 2008. у граду је живело 75.903 становника.

## Становништво
Према процени, у граду је 2008. живело 75.903 становника.
| 1991.  | 2001.  |
| ------ | ------ |
| 22,721 | 40,826 |